# Cununiță
Cununița (Spiraea chamaedryfolia) este o plantă ornamentală din familia Rosaceae.